# Lernaeenicus triangularis
Lernaeenicus triangularis är en kräftdjursart som beskrevs av Heegaard 1966. Lernaeenicus triangularis ingår i släktet Lernaeenicus och familjen Pennellidae. Inga underarter finns listade i Catalogue of Life.